# 王晶 (演员)
王晶（1979年3月18日—），中國女演員，與香港導演王晶同名，故有“小王晶”之名。出生於新疆，中央戏剧学院表演系本科00届。

## 作品

### 电影作品
- 2007年《无敌粉丝狂》饰：小莉  导演：王晶 (香港)
- 2008年《生死搜救》饰:彩云 导演:阿强(香港)
- 2008年《金钱帝国》饰：萍萍  导演：王晶(香港)
- 2008年《离歌》饰：林果果 编剧：饶雪漫

### 電視劇
- 1999年《共和国往事》饰:刘心 导演：尤小刚
- 2001年《背叛》饰:叶子 导演：史晨风
- 2001年《烈火英雄》饰:女二号 导演：宁海强
- 2002年《我和连长》饰:班长小可  导演：舒崇服
- 2001年《奇人安世敏》饰:玉姑 导演：张乙
- 2003年《清明酒家》飾:如花 导演：洪丹强
- 2003年《法理人生》饰:王芳 导演：史晨风
- 2004年《壮志凌云包青天》饰:柳燕儿（反一号） 导演：吴耀权
- 2005年《欢天喜地七仙女》饰:三公主黄儿 导演：郑基成
- 2005年《京华烟云》饰:格格黛芬  导演：张子恩
- 2005年《浴火凤凰》 饰：杜晓彤 导演：王晶 (香港)
- 2006年《楚留香传奇》饰：宫南燕  导演：刘逢声
- 2007年《A计划》饰：云飘飘/独孤醒来  导演:王晶 (香港)
- 2007年《仁者黄飞鸿》 饰：武田静香  导演：王晶(香港)
- 2007年《十大奇冤》饰：辣椒（女一号） 导演：王晶(香港)
- 2008年《宠物医院》 饰：琪琪  导演：章乐斌
- 2009年《加油优雅》 饰：Miss安  导演：朱锐斌
- 2010年《一一向前冲》 饰：刘真  导演：王加宾
- 2011年《大唐双龙传之长生诀》 饰：沈落雁  导演：王晶
- 2015年《菜鸟来袭》 饰：邢飘飘  导演：王晶
- 2017年《龙凤店传奇》 饰：云裳  导演：霍志楷

### 話劇
- 《我在天堂等你》饰:藏族女奴尼玛 导演：王群（北京战友话剧团）
- 《阳台》 饰：李丽 导演：陈佩斯
- 《托儿》 饰：小凤 导演：陈佩斯
- 《儿子》饰:邓小平女儿毛毛 导演：查丽芳
- 《谁的木箱》饰:826286 导演：银园春
- 《泥巴人》女大学生“小惠”
- 《巴山情》小秀小云母女俩

### 歌曲
- 《英雄一怒为红颜》楚留香传奇 合作：小壮
- EP《现在的我》